# دوموزيد الصياد
دوموزيد الصياد ودوموزيد معناه بالسومرية الإيمان الصحيح بحسب قائمة الملوك السومريين تعود أصول هذا الملك إلى كوارا في جنوب سومر وهو ثالث ملوك سلالة أوروك الأولى ذكر اسمه أيضا في سلالة إين مي باراكي سي حاكم كيش ورجح بأن يكون نفسه إين مي باراكي سي ,وحكم لمدة 100 سنة فقط وهي فترة قليلة مقارنتا مع الذي خلفه لوغال باندا الذي حكم لمدة 1200 سنة خلف هذا الملك كلكامش بعده , وهو ليس دوموزيد الراعي الذي حكم في باد-تيبيرا قبل الطوفان .